# カロリーネ・アマーリエ・ア・アウグステンボー
カロリーネ・アマーリエ・ア・アウグステンボー（Caroline Amalie af Augustenborg, 1796年6月28日 - 1881年3月9日）は、デンマーク王クリスチャン8世の2度目の王妃。

## 生涯
アウグステンボー（アウグステンブルク）公フレデリク・クリスチャン2世と、妃ルイーセ・アウグスタの長女として、コペンハーゲンで生まれた。父方の叔父にスウェーデン王太子カール・アウグスト、母方の伯父にフレデリク6世、また弟アウグステンボー公クリスチャンの孫にドイツ皇后アウグステ・ヴィクトリアがいる。母ルイーセは、表向きはクリスチャン7世の娘とされていたが、実際には王妃カロリーネ・マティルデとヨハン・フリードリヒ・ストルーエンセの不義の子供と見なされていた。父の家系アウグステンボー家は、デンマーク王家であるオレンボー（オルデンブルク）家の有力な分家であった。
最初の妃であるメクレンブルク＝シュヴェリーン公女シャルロッテ・フリーデリケと離婚したクリスチャン8世と、1815年に結婚した。2人には子供は生まれなかった。1881年、アマリエンボー宮殿で死去した。